# Római kori villák Budapesten
Római villák Budapest több pontján is épültek.

## A római villa típusai
A római villa, mely gazdasági és lakócélokat egyaránt szolgált, általában nem egy épületből állt. Római írók, mint Cato, Columella, Varro egy épületkomplexumon belül is többféle villatípust írnak le.
A villa típusa rendeltetésétől függ. A villa rustica gazdasági épület, a villa fructuaria terménytároló, a villa urbana a birtokos lakóháza, amit attól függően rendezett be egyszerűbben vagy gazdagabban, hogy mennyi vagyona volt. A villához földbirtok tartozott, így a villa elsősorban vidéki épület volt. A villa nagysága összhangban volt a birtok nagyságával.

## A budapesti villák
Aquincumtól nyugatra és a város környékén, a várost határoló dombokon több villaépület maradványa is előkerült. A földbirtokok nagyságára az előkerült feliratokból lehet következtetni. Aquincum gazdag vezetőinek (decuriones) a birtokai a 2-3. században a várostól 4-5 kilométerre helyezkedtek el. A város közvetlen közelében a Csúcs-, Tábor- és Testvér-hegyen, tágabb környékén pedig Pomázon, Budakalászon, Budakeszi központjában és Budaörsön kerültek elő villák.
A villák többnyire ugyanazt az alaprajztípust követték, hol díszesebb, hol szerényebb kivitelben. A méret is különböző volt, ezek az úgynevezett középfolyosós dísztornácos (portikuszos) villák típusai voltak. A helyiségek kétoldalt egy folyosóról nyíltak. Ugyanez az épülettípus az Aquincumi polgárvárosban és az Aquincum-canabaeban is megtalálható, de néha kiegészültek egy apszissal záródó oldalfolyosóval, mint a Hercules-villa esetében is.
Valamennyi feltárt villát a markomann háborúk (166-180) utáni évtizedben építették, amikor Aquincum colonia rangra emelkedett. Ez a dátum a mezőgazdaság kései romanizálására is utal. A 4. századig használt épületek valószínűleg 2-4 négyzetkilométer nagyságú középbirtokokhoz tartozhattak.
Aquincum territóriumán eddig 15 feltárt vagy régészeti terepbejárás során feltételezett római kori villa ismert, és további 26 villára utalnak különböző leletek, például temetkezések vagy kőemlékek.

### Néhány villa leírása
A villák háziipari tevékenység színhelyei is voltak, fém nyersanyag is előkerült az ásatások folyamán, így valószínűleg fémműves dolgozott az egyik a polgárvárostól 1,5 kilométer távolságra lévő 30x40 méter alapterületű, egyszerűen kivitelezett, 1980-ban feltárt villaépületben (III. kerület, Kaszás dűlő-Csikós utca).
A gazdagabb villákat megpróbálták beleilleszteni a környezetbe: a Testvér-hegyen feltárt villát teraszosan építették, így alkalmazkodtak a lejtős domboldalhoz. Terrazzóval borított padlója alatt hypocaustum fűtőrendszer húzódott meg.
Mesterséges teraszra épült a 3. század elején a gyönyörű kilátással rendelkező csúcs-hegyi villa, ami egy közeli forrásból csatornán át kapott vizet. Kb. 400 négyzetméteres, téglalap alakú, kilenchelyiséges, tornácos, hideg- és melegvízű fürdőmedencével ellátott villa volt. A szokásos lakó-, étkező-, fogadó- és bejárati helyiségekből állt. Az ebédlője mennyezetét és néhány lakószobát falfestéssel és stukkóval díszítették. Régészeti leletei alapján megállapították, hogy még a hun korszakban, az 5. században is használták. 1932-33-ban tárták fel.
A békásmegyeri villát, aminek az alapterülete 150 négyzetméter volt, 3,8 méter szintkülönbséget áthidalva négy teraszra építették, a falait pedig kő- és téglasorok ritmikus váltakozásával rakták ki.
A kb. 300 négyzetméter alapterületű budakalászi villa faragott, habarcsba rakott kövekből épült, és minden helyiségét hypocastum fűtötte. A villa jellegzetessége, hogy az alaprajza teljesen szabályos, a tengelyében egy lépcsőn megközelíthető apszis volt. A középfolyosóról 2-2 helyiség nyílt.

## Ajánlott irodalom
- Nagy Lajos: A csúcshegyi római villa (Budapest Régiségei 12, 1937)
- Alföldy Géza: Municipális középbirtokok Aquincum területén (Antik tanulmányok 6, 1959)
- Zsidi Paula: Újabb villa az aquincumi municipium territóriumán Budapest III. ker. Kaszás dűlő-Csikós utca (Budapest Régiségei 27, 1991)